# Comunitat de municipis Centre Armor Puissance 4
La Comunitat de municipis Centre Armor Puissance 4 (en bretó Kumuniezh-kumunioù Kreiz Aodoù-an-Arvor Galloud 4) és una estructura intercomunal francesa, situada al departament de les Costes d'Armor a la regió Bretanya, al País de Saint-Brieuc. Té una extensió de 118,44 kilòmetres quadrats i una població de 7.821 habitants (2009). El gener de 2017 es va fusionar amb les comunitats de Saint-Brieuc Aglomeració, Quintin Comunitat i Sud Goëlo per forma la nova Saint-Brieuc Armor Aglomeració

## Composició
Agrupa 4 comunes :
1. Le Bodéo
2. L'Hermitage-Lorge
3. Plaintel
4. Plœuc-sur-Lié